# Marcilhac-sur-Célé
Marcilhac-sur-Célé is een plaatsje in Frankrijk, in het departement Lot, gelegen aan de Célé, een riviertje dan uitkomt in de Lot. Marcilhac is een plaats met slechts 194 inwoners.

## Geografie

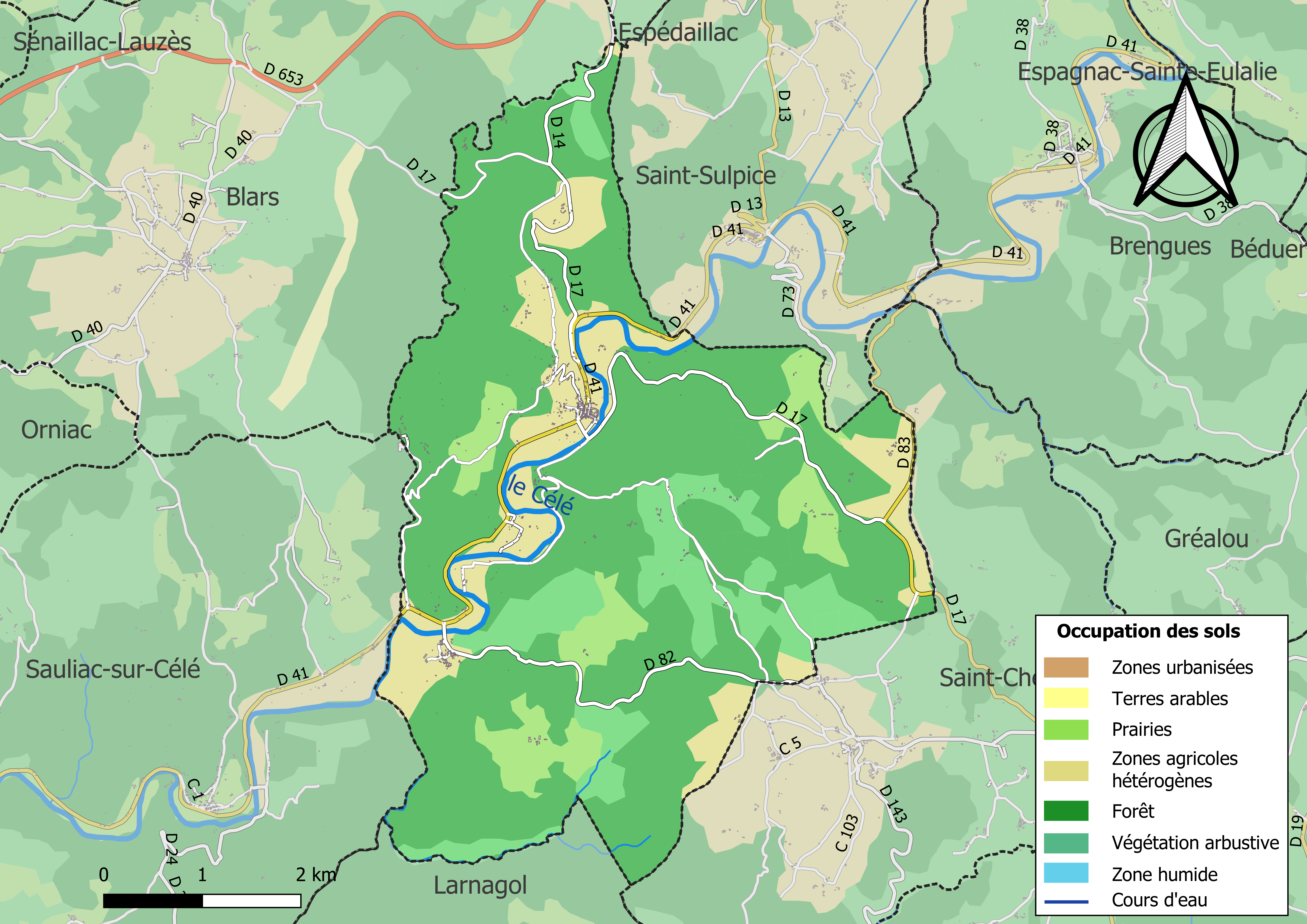
Kaart van de gemeente met de belangrijkste infrastructuur, bodemgebruik en omliggende gemeenten

## Abdij
Al in de 9e eeuw is op deze plek aan de Célé een abdij gevestigd. Het gebouw is in de loop van de eeuwen meermalen verwoest, en op dit moment is het gebouw deels gerestaureerd, deels is het nog een ruïne. De abdij trekt wel een grote stroom aan bezoekers, en alle activiteiten van de plaatselijke VVV zijn met name gericht op de abdij. De gemeenschap van Marcilhac zelf steekt een voor haar doen grote hoeveelheid geld in het verder restaureren van de abdij, stukje bij beetje worden delen hersteld.

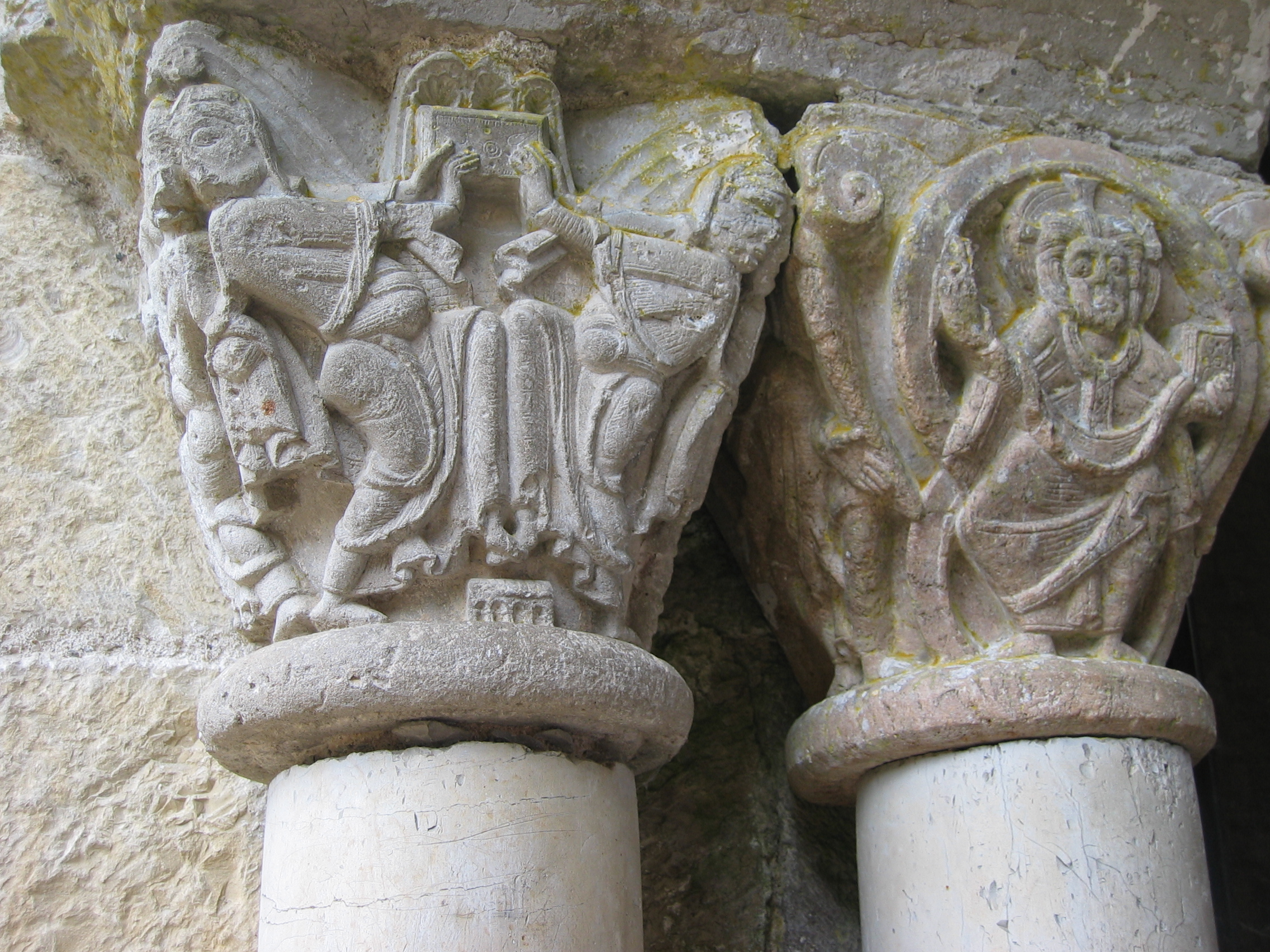
detail van de abdij

## Demografie
Onderstaande figuur toont het verloop van het inwonertal (bron: INSEE-tellingen).

1. ↑  Populations de référence 2022.